# 影治信良
影治 信良（かげじ のぶよし、1955年（昭和30年）12月17日 - ）は、日本の政治家。徳島県美波町長（3期）。近畿大学卒業。

## 経歴
近畿大学卒業。美波町総務企画課長などを経て、前町長である藤井格の病気辞職による2009年の美波町長選で無投票で初当選した。また、これまでに徳島県漁港漁場協会長などを歴任。
その後、2013年と2017年の美波町長選挙も無投票で当選し、現在は3期目を務める。